# 川本杜太郎
河本 杜太郎（かわもと もりたろう）は、幕末の越後国魚沼郡十日町（現・新潟県十日町市）の志士。坂下門外の変で襲撃側に加わり闘死した。名医として知られる尾台榕堂は義伯父（伯母の夫）にあたる。

## 略歴
先祖は上野国群馬郡川島村の人で、越後国魚沼郡十日町に医師の子として生まれる。嘉永7年（1855年）江戸に遊び、尾台榕堂に医術を、芳野金陵に儒学を、剣術を伊庭軍兵衛に学ぶ。次第に過激な攘夷論に傾き乱暴が多かったため、金陵から破門されて一時は路頭に迷うも、久坂玄瑞や大橋訥庵の知己を得て久坂とは一時期同居する。久坂の帰国後は西上し、本間精一郎などと交わる。文久元年（1861年）和宮降嫁を知り江戸に戻ったところ、老中安藤信正暗殺の謀議が進んでいたためこれに加わった。翌文久2年（1862年）1月、江戸城外坂下門で登城する安藤の行列を平山兵介、小田彦三郎、黒沢五郎、高畑総次郎、河野顕三と共に襲撃するが、同志らとともに闘死した。